# Ripa (Gromo)
Ripa [ˈriːpa] (Rìa [ˈɾia] in dialetto bergamasco) è una delle frazioni del Comune di Gromo, in alta val Seriana, in provincia di Bergamo.

## Geografia fisica

### Territorio
Collocata a nord-ovest del paese, sul versante orografico destro della val Seriana, ha una densità demografica bassa e lo si nota nell'immediato momento in cui la si avvista, essendo costituita in prevalenza da boschi e prati abitati da animali selvatici (volpi, tassi, lepri, caprioli).
La contrada si suddivide ulteriormente in due nuclei: Ripa Bassa, collocata nei pressi della chiesa di Santa Maria Elisabetta (in dialetto Santa Marea) a un'altezza di circa 740 m s.l.m. e Ripa Alta, individuata nelle vicinanze della chiesa della Santissima Trinità, a circa 850 m s.l.m. L'intera contrada è percorsa da una strada asfaltata che procede a serpentina nel verde della frazione. La piccola radura sovrastante il centro del paese, chiamata Cucì, accoglie ai suoi margini delle grotte ricche di metallo e minerali; esse sono facilmente raggiungibili dal centro del paese attraverso un percorso pedonale chiamato "La via del ferro".
Proseguendo si possono raggiungere i laghetti di Cardeto, da qui si può proseguire fino al passo Portula e scendere al rifugio Calvi.

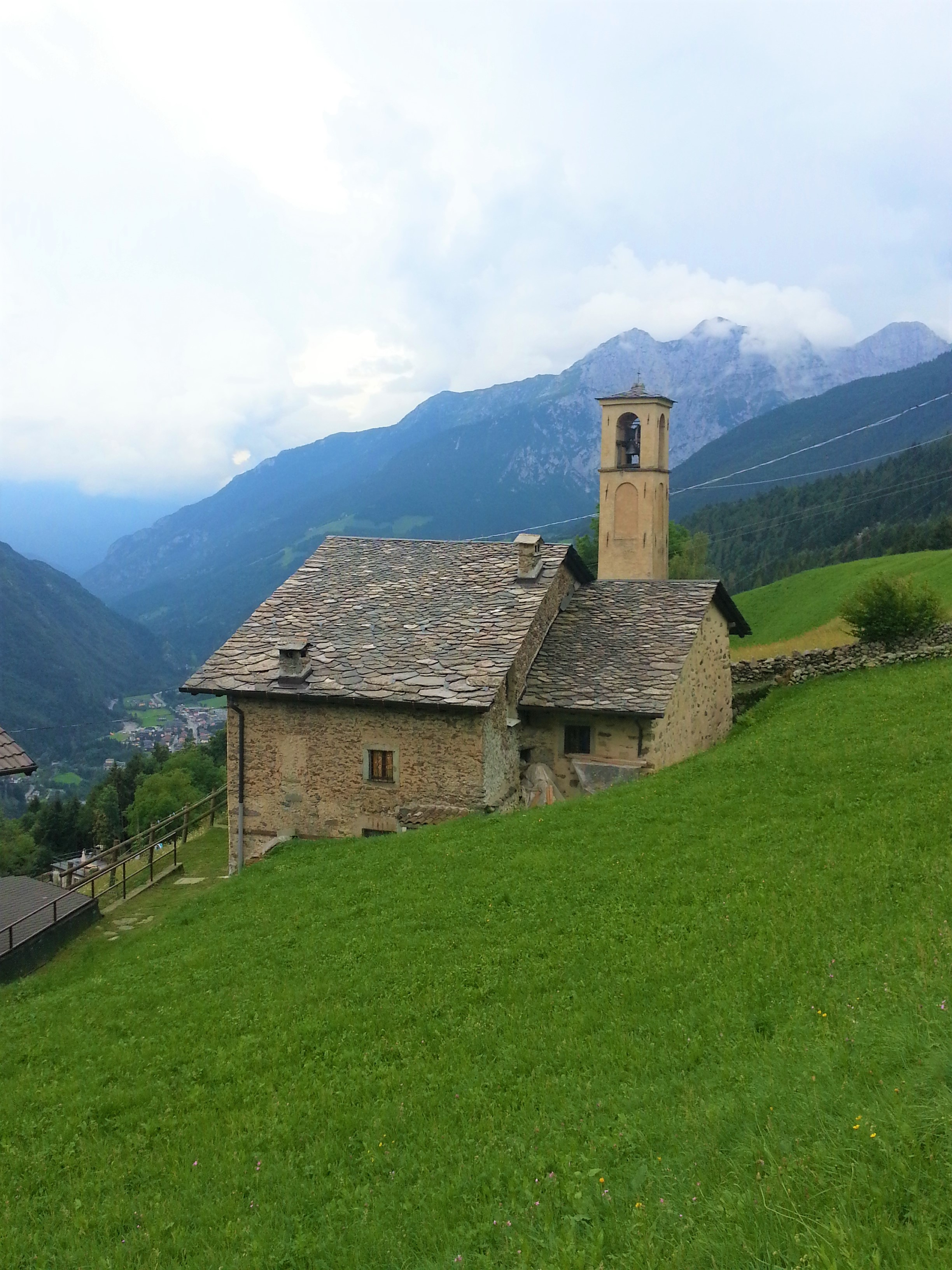
Chiesa della Santissima Trinità

### Clima
La stagione primaverile porta qualche leggera nevicata e la temperatura si mantiene fredda, escludendo le ore di sole dove si eleva. Durante quella estiva le precipitazioni sono violente e la temperatura supera raramente i 25 °C. La stagione autunnale porta nuovamente la discesa della temperatura accompagnata da vento e abbondanti precipitazioni. L'inverno è rigido e le nevicate generalmente non abbondanti, ma comunque variabili con gli anni.

## Storia
Già nel XIII secolo si riscontra l'esistenza della contrada Ripa (Riva) in vari documenti di Gromo, di paesi limitrofi e di Bergamo. L'importanza di Ripa, segnalano i documenti, fu dovuta alla presenza di materie prime estratte dalle rocce ai margini di Cucì; esse si presentavano ricche di minerali e metalli che furono estratti e largamente impiegati durante il periodo medioevale e post medioevale per la fabbricazione di armi. L'aspetto delle armi "made in Gromo" era lo stesso di quelle fabbricate a Toledo. Si afferma, quindi, l'esistenza di una produzione mirata a imitare altri prodotti a un prezzo decisamente inferiore, che non potevao essere commercianti trovandosi la località di Gromo sotto la dominazione veneziana che non poteva certo commerciare con gli spagnoli; per questo motivo si definisce Gromo come "la piccola Toledo".
Fino al 1968 era parte del comune di Gandellino; in tale data passò al comune di Gromo.

## Monumenti e luoghi d'interesse

### Oratorio Santissima Trinità
Simbolo di storia di Ripa è l'oratorio dedicato alla Santissima Trinità, in Ripa alta. Si presenta con una sola entrata sulla facciata maggiore, accentuata da una finestra semicircolare e da due piccole finestrelle rettangolari ai lati. Di dimensioni minute, il tempietto possiede un campanile di relativa grandezza dotato di una sola campana. All'interno si presenta una sola piccola navata con vari affreschi di alcuni santi, mentre il presbiterio possiede un altare in legno con una tela settecentesca rappresentante la Trinità. La nascita dell'oratorio è approssimativamente collocata nel XVI secolo.

### Chiesa della visitazione di Maria Elisabetta

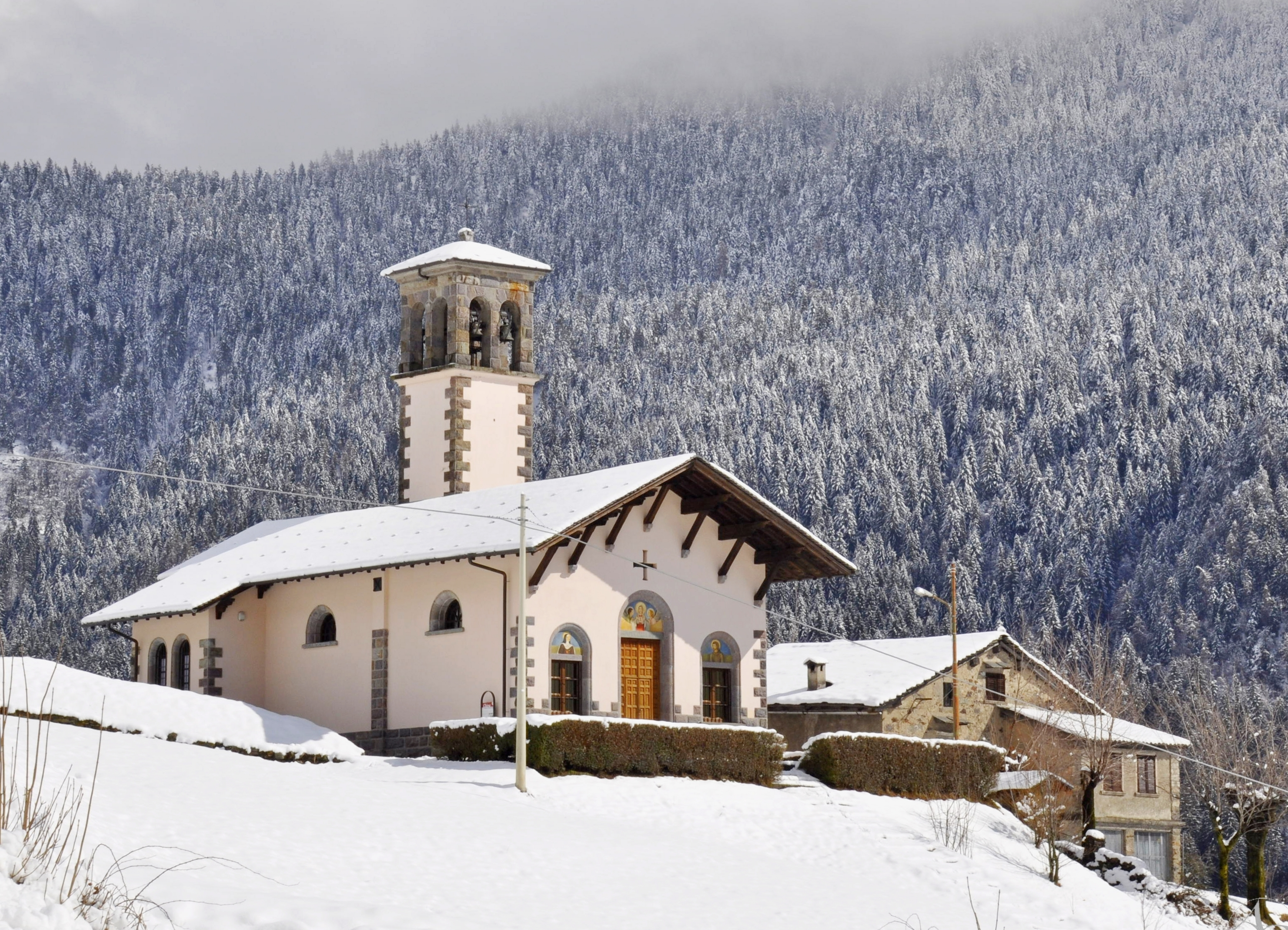
Chiesa di Santa Maria Elisabetta

Un altro simbolo di storia di Ripa è la presenza della chiesa della visitazione di Santa Maria Elisabetta. Dell'esistenza di quest'oratorio si ha menzione nel 1565. Il tempio fu demolito nell'anno 1945 e sostituito dall'attuale chiesa che domina la vallata e che rivolge la sua entrata principale al mezzogiorno. Essa si presenta con due entrate: la principale affiancata da due grandi finestroni sovrastati da affreschi ormai danneggiati dal tempo e la seconda, rivolta a est, che non presenta nessuna particolarità. La chiesa, di dimensioni notevoli, possiede un campanile con tre campane e al suo interno vi è una sola navata con un unico affresco rappresentante la Maria Elisabetta. Il presbiterio accoglie un altare completamente indorato con esposte statue di Maria Maddalena e di altri santi tra cui San Rocco, San Giacomo, San Sebastiano e San Giovanni risalenti al XVII secolo.
La contrada è cosparsa di altri piccole icone di santi risalenti a un periodo non identificabile.